# 渡瀬昌忠
渡瀬 昌忠（わたせ まさただ、1929年3月24日 - 2017年1月14日）は、日本の国文学者。文学博士（國學院大学・論文博士・1977年）。元大東文化大学教授。上代文学、『万葉集』が専門。

## 略歴
兵庫県生まれ。大東文化学院国語国漢科、國學院大學文学部国文科卒、1977年「柿本人麻呂研究 歌集非略体歌論」で國學院大学より文学博士の学位を取得。兵庫県立尼崎北高等学校、埼玉県立戸田高等学校などの教諭を経て、大東文化大学専任講師、助教授を経ずに教授。1987年実践女子大学教授。99年定年。講談社取締役・渡瀬昌彦とノンフィクション作家・渡瀬夏彦の父。旧制中学時代の同級生に河合隼雄がいる。

## 著書
- 『柿本人麻呂研究 歌集編 上』桜楓社 1973
- 『柿本人麻呂研究 島の宮の文学』桜楓社 1976
- 『万葉集全注 巻第7』有斐閣 1985
- 『山上憶良 志賀白水郎歌群論』翰林書房 1994
- 『万葉一枝』塙書房 塙新書 1995
- 『渡瀬昌忠著作集』おうふう

1-2、人麻呂歌集略体歌論　2002
3-4、人麻呂歌集非略体歌論 2002
5、万葉集と人麻呂歌集　2003
6、島の宮の文学　2003
7、柿本人麻呂作歌論　2003
8、万葉集歌群構造論 2003
補巻、万葉学交響 2003
補巻2 (万葉記紀新考) 2012

### 共著
- 『万葉の女人像』〈笠間選書56〉上代文学会（編）、笠間書院、1976年「大伴阪上郎女（序説）大宰帥の家へ」

### 共同編集
- 『上代文学考究 石井庄司博士喜寿記念論集』伊藤博共同編集塙書房 1978

## 論文
- <渡瀬昌忠